# Renault Nervahuit
La Nervahuit est une automobile fabriquée par Renault à partir de 1931.